# Berber-Latijns alfabet
Het Berber-Latijnse alfabet (Berbers: Agemmay Amaziɣ Alatin) is een alfabet van het Latijnse schrift, dat meestal gebruikt wordt om het Berbers te schrijven, zowel de noordelijke als de zuidelijke (Toeareg) varianten van de taal. Dit schrift werd begin deze eeuw door Europese filologen geïntroduceerd in Marokko en al eerder in Algerije. Het Latijnse schrift wordt veel gebruikt door universitaire onderzoekers en schrijvers wonend in Westerse landen.
De vier hoofddialecten van het noordelijk Berbers die in het Berber-Latijnse alfabet worden geschreven zijn het Tarifit-Berbers (Riffijns), het Atlas-Berbers, het Tashelhiyt-Berbers en het Kabylisch-Berbers. 

## Noord-Berber-Latijns alfabet
Het Noord-Berber-Latijnse alfabet (bedoeld voor alle Berber-varianten behalve het Toeareg-Berber) bestaat, over het algemeen, uit 34 letters: 
- 23 standaardletters (alle letters uit het standaard Latijnse alfabet met uitzondering van O, P en V)
- 11 aangepaste letters, te weten Č, Ḍ, Ǧ, Ɣ, Ḥ, Ɛ, Ř, Ṛ, Ṣ, Ṭ en Ẓ.

| De 34 letters van het Noord-Berber-Latijnse alfabet | De 34 letters van het Noord-Berber-Latijnse alfabet | De 34 letters van het Noord-Berber-Latijnse alfabet | De 34 letters van het Noord-Berber-Latijnse alfabet | De 34 letters van het Noord-Berber-Latijnse alfabet | De 34 letters van het Noord-Berber-Latijnse alfabet | De 34 letters van het Noord-Berber-Latijnse alfabet | De 34 letters van het Noord-Berber-Latijnse alfabet | De 34 letters van het Noord-Berber-Latijnse alfabet | De 34 letters van het Noord-Berber-Latijnse alfabet | De 34 letters van het Noord-Berber-Latijnse alfabet | De 34 letters van het Noord-Berber-Latijnse alfabet | De 34 letters van het Noord-Berber-Latijnse alfabet | De 34 letters van het Noord-Berber-Latijnse alfabet | De 34 letters van het Noord-Berber-Latijnse alfabet | De 34 letters van het Noord-Berber-Latijnse alfabet | De 34 letters van het Noord-Berber-Latijnse alfabet | De 34 letters van het Noord-Berber-Latijnse alfabet | De 34 letters van het Noord-Berber-Latijnse alfabet | De 34 letters van het Noord-Berber-Latijnse alfabet | De 34 letters van het Noord-Berber-Latijnse alfabet | De 34 letters van het Noord-Berber-Latijnse alfabet | De 34 letters van het Noord-Berber-Latijnse alfabet | De 34 letters van het Noord-Berber-Latijnse alfabet | De 34 letters van het Noord-Berber-Latijnse alfabet | De 34 letters van het Noord-Berber-Latijnse alfabet | De 34 letters van het Noord-Berber-Latijnse alfabet | De 34 letters van het Noord-Berber-Latijnse alfabet | De 34 letters van het Noord-Berber-Latijnse alfabet | De 34 letters van het Noord-Berber-Latijnse alfabet | De 34 letters van het Noord-Berber-Latijnse alfabet | De 34 letters van het Noord-Berber-Latijnse alfabet | De 34 letters van het Noord-Berber-Latijnse alfabet | De 34 letters van het Noord-Berber-Latijnse alfabet |
| --------------------------------------------------- | --------------------------------------------------- | --------------------------------------------------- | --------------------------------------------------- | --------------------------------------------------- | --------------------------------------------------- | --------------------------------------------------- | --------------------------------------------------- | --------------------------------------------------- | --------------------------------------------------- | --------------------------------------------------- | --------------------------------------------------- | --------------------------------------------------- | --------------------------------------------------- | --------------------------------------------------- | --------------------------------------------------- | --------------------------------------------------- | --------------------------------------------------- | --------------------------------------------------- | --------------------------------------------------- | --------------------------------------------------- | --------------------------------------------------- | --------------------------------------------------- | --------------------------------------------------- | --------------------------------------------------- | --------------------------------------------------- | --------------------------------------------------- | --------------------------------------------------- | --------------------------------------------------- | --------------------------------------------------- | --------------------------------------------------- | --------------------------------------------------- | --------------------------------------------------- | --------------------------------------------------- |
| A                                                   | B                                                   | C                                                   | Č                                                   | D                                                   | Ḍ                                                   | E                                                   | F                                                   | G                                                   | Ǧ                                                   | Ɣ                                                   | H                                                   | Ḥ                                                   | I                                                   | J                                                   | K                                                   | L                                                   | M                                                   | N                                                   | Ɛ                                                   | Q                                                   | R                                                   | Ř                                                   | Ṛ                                                   | S                                                   | Ṣ                                                   | T                                                   | Ṭ                                                   | U                                                   | W                                                   | X                                                   | Y                                                   | Z                                                   | Ẓ                                                   |
| Kleine letters                                      |                                                     |                                                     |                                                     |                                                     |                                                     |                                                     |                                                     |                                                     |                                                     |                                                     |                                                     |                                                     |                                                     |                                                     |                                                     |                                                     |                                                     |                                                     |                                                     |                                                     |                                                     |                                                     |                                                     |                                                     |                                                     |                                                     |                                                     |                                                     |                                                     |                                                     |                                                     |                                                     |                                                     |
| a                                                   | b                                                   | c                                                   | č                                                   | d                                                   | ḍ                                                   | e                                                   | f                                                   | g                                                   | ǧ                                                   | ɣ                                                   | h                                                   | ḥ                                                   | i                                                   | j                                                   | k                                                   | l                                                   | m                                                   | n                                                   | ɛ                                                   | q                                                   | r                                                   | ř                                                   | ṛ                                                   | s                                                   | ṣ                                                   | t                                                   | ṭ                                                   | u                                                   | w                                                   | x                                                   | y                                                   | z                                                   | ẓ                                                   |

## Zuid-Berber-Latijns alfabet
Het Zuid-Berber-Latijnse alfabet (bedoeld voor het Toeareg-Berber) bestaat, over het algemeen, uit 36 letters.
| De 36 letters van het Zuid-Berber-Latijnse alfabet voor het Toeareg-Berber, zoals erkend door de overheid van Mali sinds 1982 | De 36 letters van het Zuid-Berber-Latijnse alfabet voor het Toeareg-Berber, zoals erkend door de overheid van Mali sinds 1982 | De 36 letters van het Zuid-Berber-Latijnse alfabet voor het Toeareg-Berber, zoals erkend door de overheid van Mali sinds 1982 | De 36 letters van het Zuid-Berber-Latijnse alfabet voor het Toeareg-Berber, zoals erkend door de overheid van Mali sinds 1982 | De 36 letters van het Zuid-Berber-Latijnse alfabet voor het Toeareg-Berber, zoals erkend door de overheid van Mali sinds 1982 | De 36 letters van het Zuid-Berber-Latijnse alfabet voor het Toeareg-Berber, zoals erkend door de overheid van Mali sinds 1982 | De 36 letters van het Zuid-Berber-Latijnse alfabet voor het Toeareg-Berber, zoals erkend door de overheid van Mali sinds 1982 | De 36 letters van het Zuid-Berber-Latijnse alfabet voor het Toeareg-Berber, zoals erkend door de overheid van Mali sinds 1982 | De 36 letters van het Zuid-Berber-Latijnse alfabet voor het Toeareg-Berber, zoals erkend door de overheid van Mali sinds 1982 | De 36 letters van het Zuid-Berber-Latijnse alfabet voor het Toeareg-Berber, zoals erkend door de overheid van Mali sinds 1982 | De 36 letters van het Zuid-Berber-Latijnse alfabet voor het Toeareg-Berber, zoals erkend door de overheid van Mali sinds 1982 | De 36 letters van het Zuid-Berber-Latijnse alfabet voor het Toeareg-Berber, zoals erkend door de overheid van Mali sinds 1982 | De 36 letters van het Zuid-Berber-Latijnse alfabet voor het Toeareg-Berber, zoals erkend door de overheid van Mali sinds 1982 | De 36 letters van het Zuid-Berber-Latijnse alfabet voor het Toeareg-Berber, zoals erkend door de overheid van Mali sinds 1982 | De 36 letters van het Zuid-Berber-Latijnse alfabet voor het Toeareg-Berber, zoals erkend door de overheid van Mali sinds 1982 | De 36 letters van het Zuid-Berber-Latijnse alfabet voor het Toeareg-Berber, zoals erkend door de overheid van Mali sinds 1982 | De 36 letters van het Zuid-Berber-Latijnse alfabet voor het Toeareg-Berber, zoals erkend door de overheid van Mali sinds 1982 | De 36 letters van het Zuid-Berber-Latijnse alfabet voor het Toeareg-Berber, zoals erkend door de overheid van Mali sinds 1982 | De 36 letters van het Zuid-Berber-Latijnse alfabet voor het Toeareg-Berber, zoals erkend door de overheid van Mali sinds 1982 | De 36 letters van het Zuid-Berber-Latijnse alfabet voor het Toeareg-Berber, zoals erkend door de overheid van Mali sinds 1982 | De 36 letters van het Zuid-Berber-Latijnse alfabet voor het Toeareg-Berber, zoals erkend door de overheid van Mali sinds 1982 | De 36 letters van het Zuid-Berber-Latijnse alfabet voor het Toeareg-Berber, zoals erkend door de overheid van Mali sinds 1982 | De 36 letters van het Zuid-Berber-Latijnse alfabet voor het Toeareg-Berber, zoals erkend door de overheid van Mali sinds 1982 | De 36 letters van het Zuid-Berber-Latijnse alfabet voor het Toeareg-Berber, zoals erkend door de overheid van Mali sinds 1982 | De 36 letters van het Zuid-Berber-Latijnse alfabet voor het Toeareg-Berber, zoals erkend door de overheid van Mali sinds 1982 | De 36 letters van het Zuid-Berber-Latijnse alfabet voor het Toeareg-Berber, zoals erkend door de overheid van Mali sinds 1982 | De 36 letters van het Zuid-Berber-Latijnse alfabet voor het Toeareg-Berber, zoals erkend door de overheid van Mali sinds 1982 | De 36 letters van het Zuid-Berber-Latijnse alfabet voor het Toeareg-Berber, zoals erkend door de overheid van Mali sinds 1982 | De 36 letters van het Zuid-Berber-Latijnse alfabet voor het Toeareg-Berber, zoals erkend door de overheid van Mali sinds 1982 | De 36 letters van het Zuid-Berber-Latijnse alfabet voor het Toeareg-Berber, zoals erkend door de overheid van Mali sinds 1982 | De 36 letters van het Zuid-Berber-Latijnse alfabet voor het Toeareg-Berber, zoals erkend door de overheid van Mali sinds 1982 | De 36 letters van het Zuid-Berber-Latijnse alfabet voor het Toeareg-Berber, zoals erkend door de overheid van Mali sinds 1982 | De 36 letters van het Zuid-Berber-Latijnse alfabet voor het Toeareg-Berber, zoals erkend door de overheid van Mali sinds 1982 | De 36 letters van het Zuid-Berber-Latijnse alfabet voor het Toeareg-Berber, zoals erkend door de overheid van Mali sinds 1982 | De 36 letters van het Zuid-Berber-Latijnse alfabet voor het Toeareg-Berber, zoals erkend door de overheid van Mali sinds 1982 | De 36 letters van het Zuid-Berber-Latijnse alfabet voor het Toeareg-Berber, zoals erkend door de overheid van Mali sinds 1982 |
| --- | --- | --- | --- | --- | --- | --- | --- | --- | --- | --- | --- | --- | --- | --- | --- | --- | --- | --- | --- | --- | --- | --- | --- | --- | --- | --- | --- | --- | --- | --- | --- | --- | --- | --- | --- |
| A | Ă | B | D | Ḍ | E | Ǝ | F | G | Ɣ | H | Ḥ | I | J | K | L | Ḷ | M | N | Ŋ | O | Q | R | S | Ṣ | Š | T | Ṭ | U | W | X | Y | Z | Ž | Ẓ | ʔ |

| De 36 letters van het Zuid-Berber-Latijnse alfabet voor het Toeareg-Berber, zoals erkend door de overheid van Niger sinds 1999 | De 36 letters van het Zuid-Berber-Latijnse alfabet voor het Toeareg-Berber, zoals erkend door de overheid van Niger sinds 1999 | De 36 letters van het Zuid-Berber-Latijnse alfabet voor het Toeareg-Berber, zoals erkend door de overheid van Niger sinds 1999 | De 36 letters van het Zuid-Berber-Latijnse alfabet voor het Toeareg-Berber, zoals erkend door de overheid van Niger sinds 1999 | De 36 letters van het Zuid-Berber-Latijnse alfabet voor het Toeareg-Berber, zoals erkend door de overheid van Niger sinds 1999 | De 36 letters van het Zuid-Berber-Latijnse alfabet voor het Toeareg-Berber, zoals erkend door de overheid van Niger sinds 1999 | De 36 letters van het Zuid-Berber-Latijnse alfabet voor het Toeareg-Berber, zoals erkend door de overheid van Niger sinds 1999 | De 36 letters van het Zuid-Berber-Latijnse alfabet voor het Toeareg-Berber, zoals erkend door de overheid van Niger sinds 1999 | De 36 letters van het Zuid-Berber-Latijnse alfabet voor het Toeareg-Berber, zoals erkend door de overheid van Niger sinds 1999 | De 36 letters van het Zuid-Berber-Latijnse alfabet voor het Toeareg-Berber, zoals erkend door de overheid van Niger sinds 1999 | De 36 letters van het Zuid-Berber-Latijnse alfabet voor het Toeareg-Berber, zoals erkend door de overheid van Niger sinds 1999 | De 36 letters van het Zuid-Berber-Latijnse alfabet voor het Toeareg-Berber, zoals erkend door de overheid van Niger sinds 1999 | De 36 letters van het Zuid-Berber-Latijnse alfabet voor het Toeareg-Berber, zoals erkend door de overheid van Niger sinds 1999 | De 36 letters van het Zuid-Berber-Latijnse alfabet voor het Toeareg-Berber, zoals erkend door de overheid van Niger sinds 1999 | De 36 letters van het Zuid-Berber-Latijnse alfabet voor het Toeareg-Berber, zoals erkend door de overheid van Niger sinds 1999 | De 36 letters van het Zuid-Berber-Latijnse alfabet voor het Toeareg-Berber, zoals erkend door de overheid van Niger sinds 1999 | De 36 letters van het Zuid-Berber-Latijnse alfabet voor het Toeareg-Berber, zoals erkend door de overheid van Niger sinds 1999 | De 36 letters van het Zuid-Berber-Latijnse alfabet voor het Toeareg-Berber, zoals erkend door de overheid van Niger sinds 1999 | De 36 letters van het Zuid-Berber-Latijnse alfabet voor het Toeareg-Berber, zoals erkend door de overheid van Niger sinds 1999 | De 36 letters van het Zuid-Berber-Latijnse alfabet voor het Toeareg-Berber, zoals erkend door de overheid van Niger sinds 1999 | De 36 letters van het Zuid-Berber-Latijnse alfabet voor het Toeareg-Berber, zoals erkend door de overheid van Niger sinds 1999 | De 36 letters van het Zuid-Berber-Latijnse alfabet voor het Toeareg-Berber, zoals erkend door de overheid van Niger sinds 1999 | De 36 letters van het Zuid-Berber-Latijnse alfabet voor het Toeareg-Berber, zoals erkend door de overheid van Niger sinds 1999 | De 36 letters van het Zuid-Berber-Latijnse alfabet voor het Toeareg-Berber, zoals erkend door de overheid van Niger sinds 1999 | De 36 letters van het Zuid-Berber-Latijnse alfabet voor het Toeareg-Berber, zoals erkend door de overheid van Niger sinds 1999 | De 36 letters van het Zuid-Berber-Latijnse alfabet voor het Toeareg-Berber, zoals erkend door de overheid van Niger sinds 1999 | De 36 letters van het Zuid-Berber-Latijnse alfabet voor het Toeareg-Berber, zoals erkend door de overheid van Niger sinds 1999 | De 36 letters van het Zuid-Berber-Latijnse alfabet voor het Toeareg-Berber, zoals erkend door de overheid van Niger sinds 1999 | De 36 letters van het Zuid-Berber-Latijnse alfabet voor het Toeareg-Berber, zoals erkend door de overheid van Niger sinds 1999 | De 36 letters van het Zuid-Berber-Latijnse alfabet voor het Toeareg-Berber, zoals erkend door de overheid van Niger sinds 1999 | De 36 letters van het Zuid-Berber-Latijnse alfabet voor het Toeareg-Berber, zoals erkend door de overheid van Niger sinds 1999 | De 36 letters van het Zuid-Berber-Latijnse alfabet voor het Toeareg-Berber, zoals erkend door de overheid van Niger sinds 1999 | De 36 letters van het Zuid-Berber-Latijnse alfabet voor het Toeareg-Berber, zoals erkend door de overheid van Niger sinds 1999 | De 36 letters van het Zuid-Berber-Latijnse alfabet voor het Toeareg-Berber, zoals erkend door de overheid van Niger sinds 1999 | De 36 letters van het Zuid-Berber-Latijnse alfabet voor het Toeareg-Berber, zoals erkend door de overheid van Niger sinds 1999 | De 36 letters van het Zuid-Berber-Latijnse alfabet voor het Toeareg-Berber, zoals erkend door de overheid van Niger sinds 1999 |
| --- | --- | --- | --- | --- | --- | --- | --- | --- | --- | --- | --- | --- | --- | --- | --- | --- | --- | --- | --- | --- | --- | --- | --- | --- | --- | --- | --- | --- | --- | --- | --- | --- | --- | --- | --- |
| A | Ă | Ǝ | B | C | D | Ḍ | E | F | G | Ǧ | H | I | J | ǰ | Ɣ | K | L | Ḷ | M | N | Ŋ | O | Q | R | S | Ṣ | Š | T | Ṭ | U | W | X | Y | Z | Ẓ |

## Berber-Latijns alfabet met Tifinagh
| Noord-Berbers Latijnse letter    | Tifinagh-equivalent | Arabisch equivalent | IPA-equivalent | Vergelijkbaar met                            |
| -------------------------------- | ------------------- | ------------------- | -------------- | -------------------------------------------- |
| A / a                            | ⴰ                   | أ / ا               | æ              | korte "a"                                    |
| Â / â (Ɛ in Kabylisch Berber)    | ⵄ                   | ع                   | ʕ              | Arabische ع ain (geen Nederlands equivalent) |
| B / b                            | ⴱ                   | ب                   | b / β          | b                                            |
| C / c                            | ⵛ                   | ش                   | ʃ              | sj / Engelse "sh"                            |
| Č / č                            | ⵞ                   | تش                  | tʃ             | tsj / Engelse "ch"                           |
| D / d                            | ⴷ                   | د / ذ               | d / ð          | d en/of Engelse "th" zoals in "this"         |
| Ḍ / ḍ                            | ⴹ                   | ض                   | ðˤ             | dikke "d"                                    |
| E / e                            | ⴻ                   | geen                | ə              | sjwa, de "stomme e" zoals in "vader"         |
| F / f                            | ⴼ                   | ف                   | f              | f                                            |
| G / g                            | ⴳ                   | (گ)                 | g              | Engelse "g" zoals in "goal"                  |
| Ġ / ġ (Ɣ in Kabylisch Berber)    | ⵖ                   | (غ)                 | ɣ              | Franse of Duitse "r"                         |
| H / h                            | ⵀ                   | هـ                  | h              | h                                            |
| Ḥ / ḥ                            | ⵃ                   | ح                   | ħ              | Arabische "Ḥ" zoals in "Muḥammad"            |
| I / i                            | ⵉ                   | ي /ِ                 | i              | i / ie                                       |
| J / j                            | ⵊ                   | ج                   | ʒ              | Franse "j" zoals in "journaal"               |
| Ĵ / ĵ (Ǧ in in Kabylisch Berber) | ⴷⵊ                  | (دج)                | dʒ             | Engelse "j" zoals in "jeans"                 |
| K / k                            | ⴽ                   | كـ                  | k              | k                                            |
| L / l                            | ⵍ                   | ل                   | l / ɫ          | l                                            |
| M / m                            | ⵎ                   | م                   | m              | m                                            |
| N / n                            | ⵏ                   | ن                   | n              | n                                            |
| Q / q                            | ⵇ                   | ق                   | q              | Arabische "qaf" ق                            |
| R / r                            | ⵔ                   | ر                   | r              | R                                            |
| Ř / ř                            | geen                | geen                | ɾ              | Spaanse of Italiaanse "r"                    |
| Ṛ / ṛ                            | ⵕ                   | geen                | rˤ             | dikke "r"                                    |
| S / s                            | ⵙ                   | س                   | s              | s                                            |
| Ṣ / ṣ                            | ⵚ                   | ص                   | sˤ             | dikke "s"                                    |
| T / t                            | ⵜ                   | ت / ث               | t / θ          | t en/of Engelse "th" zoals in "three"        |
| Ṭ / ṭ                            | ⵟ                   | ط                   | tˤ             | dikke "t"                                    |
| U / u                            | ⵓ                   | و /ُ                 | ʊ              | o of "oe" zoals in "boek"                    |
| W / w                            | ⵡ                   | وَ                   | w              | Engelse "w"                                  |
| X / x                            | ⵅ                   | خ                   | χ              | Nederlandse "g" of "ch"                      |
| Y / y                            | ⵢ                   | يَ                   | j              | Nederlandse "j" zoals in "jas"               |
| Z / z                            | ⵣ                   | ز                   | z              | Nederlandse / Engelse "z"                    |
| Ẓ / ẓ                            | ⵥ                   | (ژ)                 | zˤ             | dikke "z"                                    |

## Andere verschillen
In het Kabylisch zijn er nog twee verschillen in de uitspraak:
- tt → ts
- zz → dz